# Jason Blum
Jason Ferus Blum (/blʌm/; sinh ngày 20 tháng 2 năm 1969), thường được biết đến với nghệ danh Jason Blum, là một nam doanh nhân kiêm nhà sản xuất điện ảnh người Mỹ gốc Do Thái. Ông nổi tiếng nhờ việc sáng lập và đảm nhận vị trí chủ tịch của Blumhouse Productions. 
Với các tác phẩm Khát vọng nhịp điệu, Trốn thoát và BlacKkKlansman, Blum được đề cử giải Oscar cho Phim hay nhất.